# حديقة غابة جاسانج
حديقة غابة جاسانج هي حديقة غابات في دولة غامبيا. أنشئت في 1 يناير 1954، وتقع على مساحة قدرها 53 هكتارا. 
ويبلغ الارتفاع التقديري للتضاريس فوق مستوى سطح البحر 2 متر. 